# Авиационные происшествия с Як-38
Список потерь (аварий и катастроф) самолётов вертикального взлёта и посадки Як-38 трёх модификаций (Як-38, Як-38У и Як-38М).
Всего потеряно: 48 машин.
Используются следующие сокращения:
- ГЛИ — гражданский лётчик-испытатель
- ВЛИ — военный лётчик-испытатель
- СЛ — строевой лётчик

## Аварии
| Дата             | Место                                            | Самолёт                      | Принадлежность               | Лётчик (-и)                                               | Описание |
| ---------------- | ------------------------------------------------ | ---------------------------- | ---------------------------- | --------------------------------------------------------- | --- |
| 04.04.1975       | аэродром Саратов-Южный                           | Як-38 с/н 0302               | Саратовский авиазавод        | ГЛИ Дексбах М. С.                                         | При попытке совершить вертикальную посадку не запустился один из подъёмных двигателей, и самолёт упал на землю с высоты 20 метров. Лётчик-испытатель Михаил Дексбах получил серьёзную травму позвоночника. Самолёт потерян. |
| 04.03.1976       | аэродром Саратов-Южный                           | Як-38 с/н 0903               | Саратовский авиазавод        | ВЛИ полковник Хомяков В. П.                               | Самопроизвольное срабатывание системы автоматического катапультирования. Лётчик-испытатель Владилен Хомяков не пострадал. |
| 15.01.1977       | аэродром Саратов-Южный                           | Як-38 с/н 0304               | Саратовский авиазавод        | ГЛИ Исаев А. М.                                           | Отказ подъёмно-маршевого двигателя на переходном режиме во время посадки. Лётчика катапультировала САК, самолёт столкнулся с землёй. |
| 06.06.1977       | аэродром Североморск-3                           | Як-38 с/н 0603               | 279-й ОКШАП                  | СЛ лейтенант Калинин В. В.                                | Ошибка летчика в технике пилотирования на взлете, приведшая к столкновению с землей. Самолёт получил повреждения, летчик не пострадал. |
| 07.06.1977       | ТАКР (вероятно "Киев")                           | Як-38 с/н 0203               | 299-й ИИКШАП                 | СЛ капитан Новичков Н. Н.                                 | Отказ системы реактивного управления, лётчик катапультировался и не пострадал. Самолёт потерян. |
| 01.04.1978       | аэродром Саки                                    | Як-38 с/н ????               | 311 окшап                    | СЛ Казанцев В. А.                                         | Полет на висение. Летчик раскачал самолет. Сработала СК-М, катапультировав летчика с высоты 5м. Летчик невредим, самолёт разрушился. |
| 13.01.1979       | ТАКР «Минск»                                     | Як-38У с/н ????              | 311-й ОКШАП                  | СЛ подполковник Милёхин А. С.                             | Находясь на 15 м выше глиссады, выполнил посадку на палубу на скорости 100 км/ч в результате чего столкнулся с другим самолётом. Оба самолёта сгорели. |
| 07.06.1979       | Атлантический океан (ТАКР «Минск»)               | Як-38У с/н 0302              | 311-й ОКШАП                  | СЛ ст. лейтенант Перепечко В. А. СЛ майор Чурилов Ю. И.   | Потеря машиной управляемости во время захода на посадку из-за проблем с системой запуска подъёмных двигателей. Лётчики катапультировались и не пострадали, самолёт утонул в море. |
| 11.10.1979       | Неизвестно (ТАКР «Минск»)                        | Як-38 с/н ????               | 311-й ОКШАП                  | СЛ майор Юров В. И.                                       | При заходе на посадку после полёта на фотострельбу по надводной цели после запуска подъёмных двигателей не было сигнализации об их включении. После нескольких попыток включения сигнализации всё равно отсутствовала. Лётчик увёл самолёт от корабля, выключил двигатели и катапультировался. В результате лётчик не пострадал, самолёт затонул в море. |
| 27.12.1979       | Уссурийский залив (ТАКР «Минск»)                 | Як-38У с/н 0303              | 311-й ОКШАП                  | ГЛИ Кононенко О. Г. ГЛИ Дексбах М. С.                     | Отказ поворотного механизма сопел ПМД во время испытательного взлёта с коротким разбегом. Лётчики катапультировались и не пострадали, не считая синяков и ушибов. Самолёт утонул в море. |
| 29.05.1980       | Шинданд (Афганистан)                             | Як-38 с/н                    | отдельная опытная эскадрилья | полковник Козлов Ю.Н.                                     | При взлете внезапно свалился с высоты примерно 10 метров, причем взлет производился с полным боекомплектом и потому реактивные снаряды стали рваться и разлетаться во все стороны.Лётчик получил травмы. |
| 09.04.??06??1980 | ?                                                | Як-38У с/н 0606??            | 311-й ОКШАП                  | лейтенант Татур К.П., капитан Рябцев Ю.Н.                 | Авария(Поломка) |
| 30.09.1980       | Южно-Китайское море (ТАКР «Минск»)               | Як-38 с/н 0207               | 311-й ОКШАП                  | СЛ майор Оситнянко В. Г.                                  | Во время захода на посадку из-за неполадок с одним из подъёмных двигателей появился пикирующий момент, не позволивший осуществить посадку в вертикальном режиме. Малый остаток топлива не позволил увести самолёт на запасной аэродром (Камрань) для посадки в горизонтальном режиме. Лётчик катапультировался и не пострадал, самолёт утонул в море. |
| 27.05.1981       | аэродром Пристань                                | Як-38 с/н 0209               | 311-й ОКШАП                  | СЛ ст. лейтенант Байструк Я. И.                           | Ошибка лётчика при заходе на посадку, приведшая к сильному развороту самолёта и возникновению большого угла пикирования. Сработала система автоматического катапультирования. Лётчик не пострадал, самолёт разбился. |
| 06.06.1981       | аэродром Североморск-3                           | Як-38 с/н ????               | 279-й ОКШАП                  | СЛ ст. лейтенант Евграфов М. П.                           | Во время взлёта после отрыва от ВПП возник пикирующий момент, который не удалось погасить с помощью струйных рулей. После увеличения угла тангажа лётчика автоматически катапультировала САК. Самолёт столкнулся с землёй и разрушился. |
| 06.09.1981       | аэродром Пристань                                | Як-38 с/н ????               | 311-й ОКШАП                  | СЛ майор Басов А. В.                                      | Проводился облёт самолёта после приёмки с Саратовского авиазавода. Во время захода на вертикальную посадку в момент поворота насадок ПМД в вертикаль из-за ошибки лётчика самолёт перешёл в пикирование. Лётчик катапультировался и не пострадал, самолёт затонул в море. |
| 19.08.1982       | (ТАКР «Киев») Средиземное море                   | Як-38 с/н ????               | 279-й ОКШАП                  | СЛ ст. лейтенант Шевченко Г. И.                           | Во время взлёта на самолёте разрушился фонарь. Лётчик попытался совершить аварийную посадку. Однако части остекления фонаря повредили компрессор одного из подъёмных двигателей, что привело к его выключению. По команде руководителя полётов лётчик отвёл самолёт от корабля и катапультировался. Самолёт затонул. |
| 24.09.1982       | Неизвестно (ТАКР «Минск»)                        | Як-38 с/н ????               | 311-й ОКШАП                  | СЛ ст. лейтенант Гусев А. Н.                              | Во время взлёта возник пикирующий момент, который не удалось ликвидировать. По команде руководителя полётов лётчик катапультировался. Самолёт затонул. |
| 04.11.1982       | Южно-Китайское море (ТАКР «Минск»)               | Як-38 с/н ????               | 311-й ОКШАП                  | Нет                                                       | Несколько самолётов на ночь оставили на палубе. Ночью корабль попал в зону повышенного волнения моря. Один из самолётов сорвался с креплений и упал за борт. |
| 25.07.1983       | ?                                                | Як-38 с/н 0709               | ?                            | ?                                                         | Авария |
| 09.10.1983       | Неизвестно (ТАКР «Новороссийск»)                 | Як-38 с/н ????               | 311-й ОКШАП                  | ВЛИ майор Лавриков А. Б.                                  | Во время тренировочного полёта лётчиком был потерян контроль над машиной. Сработала САК. Самолёт утонул. |
| 10.11.1983       | ?                                                | Як-38 с/н 0514               | ?                            | ?                                                         | Авария |
| 30.01.1984       | Залив Стрелок (ТАКР «Минск»)                     | Як-38У с/н ????              | 311-й ОКШАП                  | СЛ ст. лейтенант Волков А. В. СЛ капитан Десятников А. Н. | Во время разгона после взлёта произошло разрушение диска первой ступени компрессора первого подъёмного двигателя, части которого попали во второй ПД. В результате оба подъёмных двигателя отключились, и самолёт вошёл в пикирование. Лётчиков катапультировала САК, самолёт затонул. |
| 02.02.1984       | ?                                                | ?                            | ?                            | ?                                                         | ? |
| 12.04.1985       | Неизвестно                                       | Як-38М изделие 82-1 с/н 0413 | ОКБ Яковлева                 | ГЛИ Макагонов В. П.                                       | Столкновение с землёй в ходе испытательного полёта на максимальный взлётный вес. Лётчик катапультировался и не пострадал, самолёт потерян. |
| 21.07.1985       | Норвежское море (ТАКР «Киев»)                    | Як-38 с/н 1210               | 279-й ОКШАП                  | СЛ капитан Лукашук И. Д.                                  | Авария произошла в Норвежском море, в 80 милях юго-западней от Лофотенских островов, во время захода штурмовика на посадку на ТАКР. Причина аварии установлена не была. Лётчик был катапультирован САК и приводнился недалеко от шлюпки с британского эсминца «Newcastle». Находившийся в шлюпке моряк сперва помог лётчику освободиться от строп, после чего помог ему забраться в лебёдку прилетевшего с «Киева» поисково-спасательного вертолёта Ка-27ПС. Лётчик не пострадал, обломки самолёта были собраны и погружены на две шлюпки с ТАКРа. |
| 16.04.1986       | аэродром Саки                                    | Як-38У с/н 050-              | 33 ЦБП и ПЛС                 | СЛ майор Атласов Г. Ф. СЛ полковник Бакулин Г. Г.         | Самолет попал в спутную струю и сорвался в штопор. Экипаж на Н=520м и V=320 км\ч, крене 93 и угле кабрирования 42 произвел катапультирование вручную. |
| 08.06.1987       | Аэродром Пристань                                | Як-38У с/н ????              | 311 окшап                    | СЛ майор Анкудинов Ю. Е. СЛ майор Красовский В. Н.        | Контрольный полет в зону на сложный пилотаж на средней высоте. При выводе из пикирования с углом 45 градусов летчики вывели самолет на закритические углы атаки и вошли в штопор. Катапультировались. Самолет разрушился. |
| 22.09.1987       | Полигон Рейнеке Аэродром Пристань                | Як-38М с/н ????              | 311 окшап                    | СЛ майор Колобов В. Н.                                    | На выводе из пикирования после стрельбы по наземной цели самолет самопроизвольно стал вращаться вокруг продольной оси. Летчик выбрал момент в положении вниз колесами и катапультировался. Самолет упал в море и затонул. Причина: разсоединение тяги управления элеронами из-за неправильной установки контровочной шпильки в ТЭЧ полка ? |
| 04.06.1988       | Аэродром Саки                                    | Як-38М с/н 0505?             | 33 ЦБП и ПЛС                 | СЛ майор Василющенко В. А.                                | После отрыва самолета на Н=2, 5м произошел выброс пламени из отсека подъемных двигателей. В момент резкого опускания носа самолета произошло автоматическое катапультирование летчика. |
| 12.06.1988       | ВВС СФ (ТАКР Баку)                               | Як-38У с/н ????              |                              | СЛ майор Светашов В. А. СЛ подполковник Руденко Н. П.     | От начала разбега, после схода с обреза с палубы на V=180 км/ч, самолет провалился.На Н=7, 5м от поверхности воды летчики катапультировались от ручных приводов. |
| лето 1988        | аэродром Пристань                                | Як-38М с/н ????              | 311-й ОКШАП                  | СЛ подполковник Воронюк В. С.                             | При посадке ночью по-самолётному летчик выпустил парашют на повышенной скорости, в результате он оборвался. Самолёт выкатился за пределы ВПП и попал в овраг. В результате сильно пострадала носовая часть машины. После аварии самолёт отправили на Евпаторийский АРЗ, но из-за неких проблем восстановлен он так и не был. |
| 20.10.1988       | Уссурийский зал. Японское море.Аэродром Пристань | Як-38 с/н ????               | 311 окшап                    | СЛ подполковник Нефедов В. П.                             | Полет в зону на простой пилотаж на средней высоте. Пожар на двигателе. Летчик доложил РП и катапультировался в море. Через 30 минут был поднят экипажем вертолета АСС. |
| 02.02.1989       | Аэродром Саки                                    | Як-38М с/н ????              | 299-й ОКШАП                  | СЛ майор Сычев С. И.                                      | При выполнении посадки по вертикали из-за нарушения балансировки самолета произошла авария.Лётчик катапультировался. |
| 20.07.1989       | Аэродром Пристань                                | Як-38 с/н ????               | 311 окшап                    | СЛ майор Николаев А. А.                                   | Полет в зону в облаках на средней высоте. Потеря пространственной ориентировки. Летчик самостоятельно катапультировался. Самолет упал в тайгу и разрушился |
| 28.07.1992       | аэродром Раменское                               | Як-38 М с/н 1503             | ЛИИ Громова (МАП)            | ГЛИ Заболотский В. В.                                     | При подготовке к МосАэроШоу-92 во время отработки элемента «карусель» возник опасный крен, что привело к срабатыванию системы автоматического катапультирования. Лётчик не пострадал, самолёт потерян. |
| 1995             | ?                                                | Як-38 ? с/н ????             | ?                            | ГЛИ Синицын А. А.                                         | ? |

## Катастрофы
| Дата       | Место                                                 | Самолёт         | Принадлежность                      | Лётчик (-и)                                             | Описание |
| ---------- | ----------------------------------------------------- | --------------- | ----------------------------------- | ------------------------------------------------------- | --- |
| 26.10.1978 | Неизвестно (ТАКР «Минск»)                             | Як-38 с/н 0106  | 311-й ОКШАП                         | СЛ майор Бескровный И. А.                               | Осуществлявший тренировочный полёт майор Бескровный И. А. не выключил подъёмные двигатели после выполнения разгона, что привело к быстрой выработке топлива и самоотключению ПД. Самолёт опрокинулся и беспорядочно падал до столкновения с поверхностью воды, после чего лётчика выбросила система автоматического катапультирования. Самолёт утонул, а лётчик скончался от полученных травм через три дня. |
| 18.05.1979 | аэродром Североморск-3                                | Як-38 с/н 0506  | 279-й ОКШАП                         | СЛ ст. лейтенант Гусенков Л. К.                         | Нарушение управляемости самолёта во время совершения вертикальной посадки из-за отказа заслонки системы отбора воздуха от ПМД на струйные рули. Самолёт ударился о землю левой плоскостью крыла, перевернулся, ударившись фонарём кабины лётчика и килем, и затем разрушился. Лётчик погиб. |
| 18.03.1980 | Уссурийский залив. Японское море (ТАКР «Минск»)       | Як-38 с/н ????  | 311-й ОКШАП                         | СЛ ст. лейтенант Неудачин В. Н.                         | Во время тренировочного полёта на ф/бомбометание при втором заходе на атаку бурунной мишени лётчик создал слишком большой угол пикирования, после чего самолёт затянуло в спираль. Вывести самолёт из пикирования не удалось и лётчик вручную катапультировался. Однако из-за слишком большого угла пикирования лётчик после катапультирования не выжил. Самолёт утонул в море. |
| 08.09.1980 | Южно-Китайское море (ТАКР «Минск»)                    | Як-38 с/н 0307  | 311-й ОКШАП                         | ГЛИ Кононенко О. Г.                                     | Отказ системы вращения поворотных насадок подъёмно-маршевого двигателя во время взлёта с коротким разбегом. Лётчик не стал катапультироваться, надеясь спасти машину. Самолёт затонул вместе с пилотом. |
| 25.06.1981 | аэродром Североморск-3                                | Як-38 с/н 1104  | 279-й ОКШАП                         | СЛ ст. лейтенант Солодовник Н. И.                       | Ошибка лётчика во время тренировочного полёта на малой высоте, приведшая к столкновению с землёй. Лётчик погиб, самолёт потерян. |
| 09.07.1981 | аэродром Кировское                                    | Як-38 с/н 1008  | 3 Управление 8 ГНИИ ВВС им. Чкалова | ВЛИ подполковник Белокопытов Н. П.                      | Во время полёта на самолёте отказала гировертикаль, без которой запрещается осуществлять вертикальную посадку. Также без неё не работает система автоматического катапультирования. Полоса на аэродроме Кировское в это время ремонтировалась, и для осуществления горизонтальной посадки необходимо было уходить на другой аэродром. Лётчик, однако, этого делать не стал и попытался совершить вертикальную посадку, во время которой отказал один из подъёмных двигателей. Самолёт завалился на нос и разбился. Лётчик погиб. |
| 17.09.1982 | Залив Петра Великого. Японское море (ТАКР «Минск»)    | Як-38 с/н ????  | 311-й ОКШАП                         | СЛ капитан Сиренко С. В.                                | Во время тренировочного полёта по бомбометанию при выполнении разворота резко увеличился крен. Самолёт столкнулся с водной поверхностью и затонул. Лётчик погиб. Предположительно причиной катастрофы явился выпуск в полет неподготовленного летчика. Допуск- ПМУ. Погода: 10 баллов. нижний край обл. -120м. Потеря пространственной ориентировки. |
| 04.12.1985 | Аэродром Пристань. Японское море. Зал. Петра Великого | Як-38У с/н ???? | 311-й ОКШАП                         | СЛ майор Хапокныш Н. Н. СЛ подполковник Оситнянко В. Г. | Контрольный полет ночью по маршруту на предельно малой высоте. ПМУ. Летчики прошли ППМ-2 и больше на связь не выходили. Поиски пропавшего экипажа к результату не привели |
| 28.07.1986 | Аэродром Североморск-3                                | Як-38 с/н 0316  | 279-й ОКШАП                         | СЛ майор Плющев О. Н.                                   | АС Североморск-3. После полета на боевое применение с УПК23-250, при посадке по вертикали произошло раскачивание самолета с последующим его опрокидыванием.Самолет упал на площадку вниз фонарем, летчик погиб. |
| 22.09.1988 | Аэродром Пристань. Уссурийский залив.                 | Як-38У с/н ???? | 311-й ОКШАП                         | СЛ майор Белик Ю. В. СЛ майор Кононов А. Н.             | Контрольный полет в зону на малой высоте. Летчик, командир звена м-р Белик, при выполнении вывода из пикирования упустил контроль за высотой. Инструктор, зам. к-ра аэ м-р Коннов, ошибку не видел,т.к. вёл переговоры с РП.Ошибка летчика в технике пилотирования. Лётчики погибли.Самолёт затонул на 70м. |
| 25.06.1991 | Аэродром Саки-4                                       | Як-38М с/н ???? | 299-й ОКШАП                         | СЛ майор Лукашук И. Д.                                  | Ас Саки-4 (Новофедоровка) Ночь ПМУ. При взлете по самолетному после отрыва произошло самопроизвольное открытие откидной части фонаря кабины, остекление фонаря разрушилось и осколки попали в воздухозаборник двигателя. Двигатель загорелся РП дал команду на катапультирование, летчик среагировал мгновенно, но катапультирование не возможно при открытом фонаре кабины, попытался аварийно сбросить фонарь, блокировка не позволила. Самолет горящим факелом оторвался на несколько метров от ВПП перевернулся и столкнулся с землей. В момент столкновения оторвало фонарь кабины и тогда сработала катапульта практически в землю. Летчик погиб. |